# Yūnes
Yūnes (persiska: يونُس, يُّنِس, يونِس, یونس) är en ort i Iran.   Den ligger i provinsen Hamadan, i den nordvästra delen av landet, 300 km sydväst om huvudstaden Teheran. Yūnes ligger 1 987 meter över havet och antalet invånare är 370.
Terrängen runt Yūnes är kuperad åt nordost, men åt sydväst är den platt. Runt Yūnes är det ganska tätbefolkat, med 160 invånare per kvadratkilometer. Närmaste större samhälle är Sāmen, 6,4 km nordost om Yūnes. Trakten runt Yūnes består i huvudsak av gräsmarker.